# Sarcographa subtricosa
Sarcographa subtricosa är en lavart som först beskrevs av William Allport Leighton och fick sitt nu gällande namn av Johannes Müller Argoviensis. 
Sarcographa subtricosa ingår i släktet Sarcographa och familjen Graphidaceae. Inga underarter finns listade i Catalogue of Life.